# アイダホフォールズ (アイダホ州)
アイダホフォールズ（英: Idaho Falls）は、アメリカ合衆国アイダホ州東部のボンネビル郡の都市。同郡の郡庁所在地である。人口は6万4818人（2020年）。
アイダホフォールズはアイダホフォールズ都市圏の中核であり、アイダホフォールズ・ブラックフット統合都市圏に含まれている。州内の都市圏としてはボイシ・ナンパ都市圏とコー・ダリーン都市圏に次いで第3位であるが、コ・ダリーン都市圏は近くのワシントン州スポケーンへの依存度が高いために、独立した経済と文化の中心としては第2位である。最近の10年間でボイシ郊外のメリディアンやナンパが急成長したために、アイダホフォールズは人口で州内第5位まで下がった。
アイダホフォールズに行くにはアイダホフォールズ地域空港が利用できる。原子炉があるアイダホ国立研究所が近くにある関係で、茨城県東海村と姉妹都市協定を結んでいる。マイナーリーグ野球チームのアイダホフォールズ・チャカーズが本拠地にしており、市内にはアイダホ博物館がある。
アイダホフォールズはアモンと境を接し、州東部とワイオミング州西部の多くの地域に対する中継点になっている。州東部には近くのユーコンやイオナのような幾つかの地域社会と、レックスバーグ、ブラックフット、シェリー、リグビー、およびリゾートであるワイオミング州ジャクソンのような大きな地域社会もある。

## 歴史
アイダホフォールズの町となった所はモンタナ・トレイル上のスネーク川に架けられた木製枠橋があるテイラーの渡しだった。この橋はモンタナ・トレイルの輸送業者マット・テイラーによって1865年に建設された。テイラーは数年前に14キロメートル上流で渡し船を運航したことに続き、狭い黒玄武岩質の谷に有料の橋を建設した。1863年にプレストン近くで起こったベア川の虐殺でショショーニ族インディアンの抵抗を軍隊が抑圧したことに続き、テイラーの橋は西方への移民やこの地域への旅行に貢献した。この橋で北や西に向かう開拓者の旅が楽になり、鉱山師、輸送業者などアイダホやモンタナ、特にモンタナ西部のバナックやバージニアシティのようなブームの町の金鉱で富を掴もうとする者に重宝がられた。民間の銀行（アイダホでは4番目）、小さなホテル、有料で馬や馬車を貸す厩舎、さらには食堂が橋と同じ1865年に出現した。1866年までにこの新興の町には駅馬車の停車場や「イーグルロック」という消印の郵便局が造られた。この地域は以前から上流かつ北方にあったイーグルロックと呼ばれる渡しの名前で既に知られていた。町は川の中にあった岩島に因んでイーグルロックに名前を変えた。そこは11キロメートル北にあり、多くのワシが巣を造っていた。
この地域には長年牛や羊の牧場が少数あった。1874年、近くのウィロー・クリークで水利権が設定され最初の穀物が収穫されたが、数軒の農家と小さな灌漑用溝があるだけで入植はほとんど行われていなかった。ヨーロッパ人を祖先に持つ最初の子供が1874年にイーグルロックで生まれた。
ユタ準州から北にユタ・アンド・ノーザン鉄道が伸びてきて、木製橋と同じスネーク川の狭い谷を渡ったことで風向きが変わってきた。数年前にユタ・アンド・ノーザン鉄道を買収したユニオン・パシフィック鉄道の泥棒男爵ジェイ・グールドが後ろ盾になって、モンタナのビュートにある新しい銅鉱山に行く道路を建設していた。評価作業員が1878年遅くに到着し、1879年初期には多くのテントや掘っ建て小屋で構成される野営キャンプがイーグルロックに移動し、これによくあるサロン、ダンスホール、賭博場が付いていった。ユタ・アンド・ノーザン鉄道はユタのローガンと昔の静かな駅馬車停車駅の間に動かせる16両の機関車と300両の貨車を持っていた。ペンシルベニア州アセンズで3万ドルを掛けた新しい鉄製鉄道橋が製作され、鉄道でこの場所に運ばれて、1879年4月と5月に架けられた。この橋は全長240メートルあり、中央の島を使って径間は2つになった。野営キャンプはイーグルロックに移ったが、木製橋の所には小さな町があり、この時は列車の定期運行があって鉄道用の建物や店舗などの施設が幾つか建っており、町は拡大し完全に変容を遂げていた。
鉄道が開通して間もなく、開拓者達がスネーク川流域上流に農場を開き始めた。新しい開拓者の最初の者は北のエギン（現在はパーカー近く）とプールス島に農場を取得した。その後に大規模な開拓が続き、10年間のうちに道路、橋、ダムおよび灌漑用運河が造られ、スネーク川流域上流の大半は耕作用地になった。1887年、オレゴン・ショートラインの建設に続いて、鉄道設備の大半はポカテッロに移されたが、イーグルロックは急速に農業帝国の商業中心になっていった。
1891年、この町は住民投票でアイダホフォールズに名前を変えることを決めた。これは橋の下に存在していた早瀬を指すものだった。1895年、グレート・フィーダーと名付けられた世界でも最大の灌漑用運河でスネーク川の水を取り、アイダホフォールズ近辺の砂漠40平方kmを緑の農場に変えた。この地域では甜菜、ジャガイモ、豆類、穀類およびムラサキウマゴヤシが栽培され、アメリカ合衆国の中でも生産性の高い地域になった。
1949年、アメリカ合衆国原子力委員会がアイダホフォールズ西の砂漠に国立原子炉試験所を開設した。1961年1月3日、当時としては最大の原子力事故が起こった。
同試験所内にある海軍原子炉施設(原子力艦再利用プログラム)のSL-1反応炉から核燃料制御棒が外れ、原子炉が暴走した。救助隊が到着した時には、500レントゲン/時の放射線を出していた。制御ルームで1人が死亡、他の1人は瀕死の状態であったが、まもなく死亡した。数日後、反応炉でもう1人の遺体を発見した。爆発のエネルギーが大きかった為、反応炉から制御棒が外れ、遺体はその制御棒に胸を貫かれて天井に張り付けにされていた。3人の遺体は鉛の棺桶に入れて埋められ、原子炉全体が地中に埋められた。
この事故があったにも拘わらず、アイダホ国立研究所は今日でも国際的に知られた研究所として機能し約4,000人を雇用しているので、アイダホフォールズの主要雇用主であり続けている。

## 経済

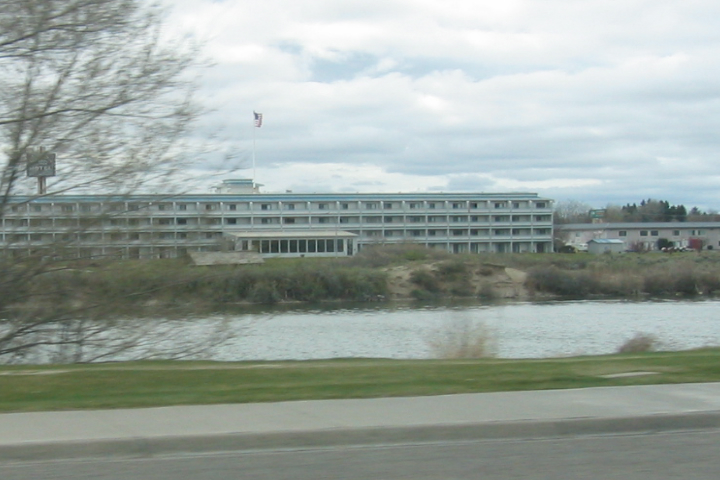
グリーンベルト沿いにあるシャイロ・イン

アイダホフォールズはアイダホ州南東部の医療、旅行および事業の地域中心である。
市の経済は1949年に西の砂漠に国立原子炉試験所が開設されるまで農業中心だった。その後は地元で単に「ザ・サイト」と呼ばれるアイダホ国立研究所の高収入な働き口に大きく依存するようになった。この実験室は1993年に幾らか縮小された。それ以降はコールセンター、小売業、娯楽業およびレストランや地域医療センターが増え、また小事業への資金援助もあった。
2006年5月、雑誌インクが、過去10年間の働き口成長率を元にアメリカ合衆国で「最も熱い小都市」リストの8番目にアイダホフォールズを選んだ。またMSNリアルエステートは仕事の将来性、生活の質および生活費を元に、アメリカで最良の小都市10傑のうち2位にアイダホフォールズをランク付けた。
アイダホフォールズは地域の事業中心になりつつある。市内にはユナイテッド・ポテト・グローワーズ・オブ・アイダホの本社があり、アイダホ州健康福祉局の第7地区事務所がある。またノースウィンド、メラルーカおよびプレス・ア・プリントのような中小の全国企業も拠点にしている。
2007年1月時点でアイダホフォールズの住宅価格中央値は224,800ドルだった。
|                      | アイダホフォールズ | 全国平均    |
| -------------------- | ------------------ | ----------- |
| 都市圏人口           | 122,995人          | 647,500人   |
| 住宅価格中央値       | 224,800ドル        | 235,000ドル |
| 生活費指数           | 99.8               | 100         |
| 失業率               | 2.7%               | 4.6%        |
| 5年間就職口成長率    | 18.84%             | 4.90%       |
| 1年間就職口成長率    | 2.74%              | 1.66%       |
| 世帯当たり収入中央値 | 47,719ドル         | 46,326ドル  |

## 文化
アイダホフォールズは地域の文化的中心としての位置付けにもある。ウィラード・アートセンター、コロニアル劇場、および市民公会堂では、一年中音楽コンサート、演劇などの行事が行われている。スネーク川沿いのグリーンベルトでは毎年7月4日のメラルーカ自由の祭典、ローリング・ユース・ジャム、およびファーマーズマーケットなど多くの地域行事が行われている。アイダホ博物館は地域の工芸品や歴史を収めており、来館者も多い。恐竜の骨、古代文書および原始の銃など巡回展示物も展示される。
アイダホフォールズ中心街は、市が東方に拡張するにつれて多くの事業が出て行き苦しい時代もあったが、地元事業家、市および中心街開発コーポレーションやグロー・アイダホフォールズなどの団体の努力もあって再活性化されてきた。地元所有の店舗、レストラン、ギャラリーおよび劇場なども多い。

## グリーンベルト
アイダホフォールズには市の中心を流れるスネーク川にそって広範なグリーンベルト、すなわちリバーベルトがある。市が維持しており、何度かの拡張時には寄付を受けることも多かった。
最近の計画では川と滝の上に歩道橋を建設し、メモリアル・ドライブは北向き一車線に縮小し、新しい公園や野球場を建設することが提案されている。

## 地区

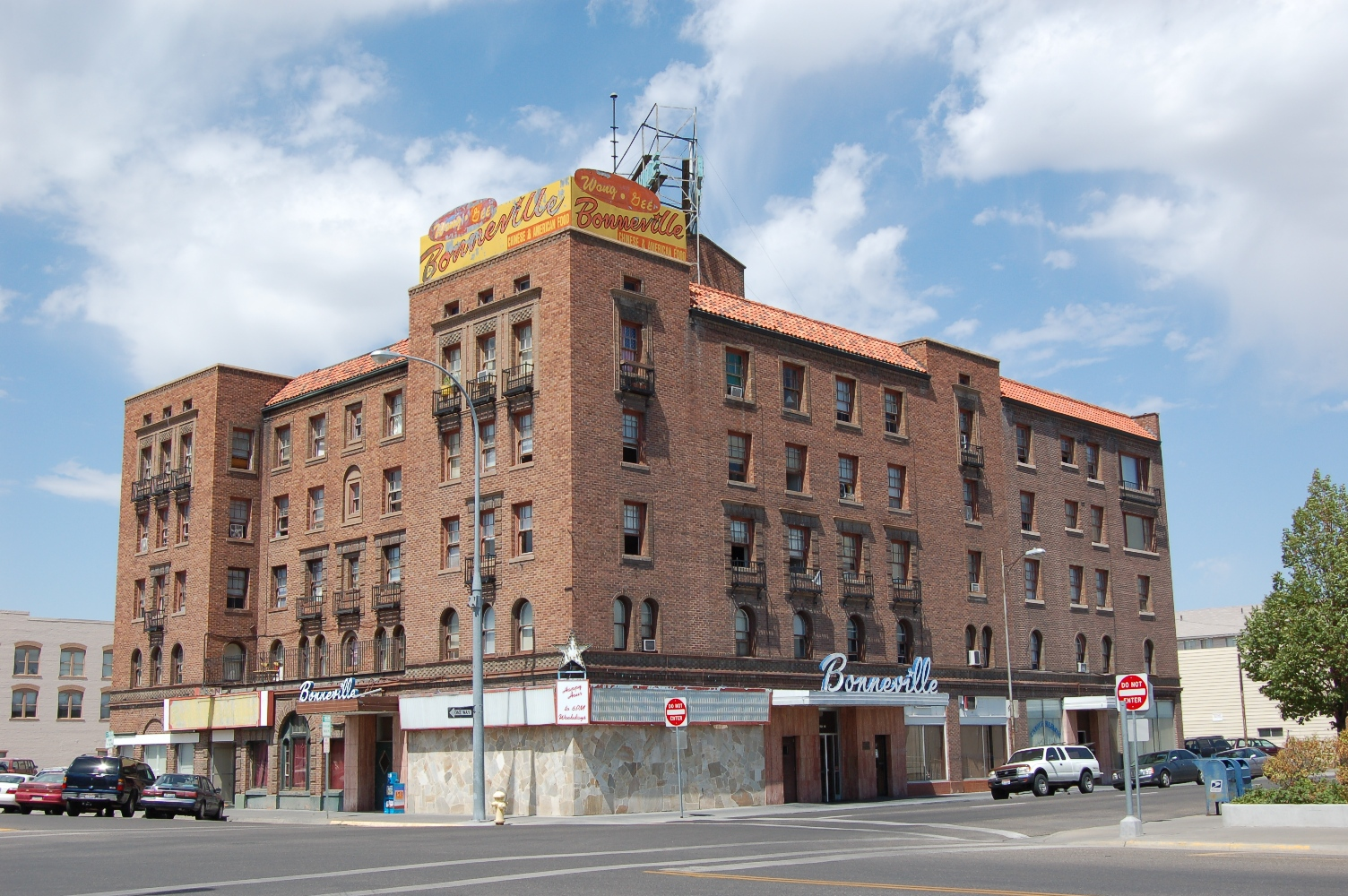
中心街のボンネビル・ホテル

- 歴史的中心街 - 最近再開発され、カフェ、食堂、ワイン醸造所および店舗が増えた。アライブ・アフター・ファイブ、7月4日の花火大会およびファーマーズマーケットなど多くの地域行事が行われている。
- 番号付き通り - 番号付き通りはアイダホフォールズの最初の地区にあった。サウスブールバードとホームズ・アベニューの間を東西に走っている。奇数番号の通りは東行きであり、偶数番号の通りは西行きである。この地域は歴史的中心街が再開発されたために好まれる場所になってきた。通りには街路樹が植えられている。ケイト・カーリー公園がこの地区にあり、ウェズレー・W・デイスト水上センターもある。
- ウェストサイド - スネーク川を西に渡った所。イーストサイドのような混雑も無いので、小さな町の感覚が強い。北側は1960年代に住宅が建ち、1980年代まで全体的な成長があった。今日、テイラーの渡しやスネーク川上陸点のような再開発や、計画されているアレバウラニウム濃縮設備もあって、人口と商業の成長が期待されている。ここにはアイダホフォールズ地域空港があり、州間高速道路15号線も走っている。

## 地理
アイダホフォールズは北緯43度29分30秒 西経112度1分57秒 / 北緯43.49167度 西経112.03250度に位置する。標高は1,430メートルである。
アメリカ合衆国国勢調査局による報告では、この内陸の町の市域全面積は17.4平方マイル (45.0 km2)、このうち陸地は17.1平方マイル (44.2 km2)、水域は0.3平方マイル (0.8 km2)で水域率は1.67％である。
| アイダホフォールズの気候 | アイダホフォールズの気候 | アイダホフォールズの気候 | アイダホフォールズの気候 | アイダホフォールズの気候 | アイダホフォールズの気候 | アイダホフォールズの気候 | アイダホフォールズの気候 | アイダホフォールズの気候 | アイダホフォールズの気候 | アイダホフォールズの気候 | アイダホフォールズの気候 | アイダホフォールズの気候 | アイダホフォールズの気候 |
| 月                       | 1月                      | 2月                      | 3月                      | 4月                      | 5月                      | 6月                      | 7月                      | 8月                      | 9月                      | 10月                     | 11月                     | 12月                     | 年                       |
| ------------------------ | ------------------------ | ------------------------ | ------------------------ | ------------------------ | ------------------------ | ------------------------ | ------------------------ | ------------------------ | ------------------------ | ------------------------ | ------------------------ | ------------------------ | ------------------------ |
| 最高気温記録 °C （°F）   | 14 (57)                  | 17 (63)                  | 24 (75)                  | 29 (85)                  | 35 (95)                  | 38 (100)                 | 40 (104)                 | 38 (100)                 | 35 (95)                  | 31 (87)                  | 23 (73)                  | 16 (60)                  | 40 (104)                 |
| 平均最高気温 °C （°F）   | −1 (30)                  | 3 (37)                   | 9 (48)                   | 15 (59)                  | 20 (68)                  | 26 (78)                  | 30 (86)                  | 30 (86)                  | 24 (75)                  | 16 (61)                  | 6 (43)                   | −1 (31)                  | 15 (59)                  |
| 平均最低気温 °C （°F）   | −11 (13)                 | −8 (17)                  | −4 (25)                  | −1 (31)                  | 4 (39)                   | 8 (46)                   | 11 (51)                  | 10 (50)                  | 5 (41)                   | 0 (32)                   | −5 (23)                  | −11 (13)                 | 0 (32)                   |
| 最低気温記録 °C （°F）   | −34 (−29)                | −37 (−34)                | −26 (−15)                | −13 (9)                  | −7 (20)                  | −2 (28)                  | 1 (34)                   | −1 (31)                  | −8 (18)                  | −14 (7)                  | −24 (−12)                | −34 (−29)                | −37 (−34)                |
| 降水量 mm （inch）       | 31.8 (1.25)              | 25.7 (1.01)              | 33.8 (1.33)              | 32.3 (1.27)              | 51.1 (2.01)              | 30 (1.18)                | 18.8 (0.74)              | 23.6 (0.93)              | 23.9 (0.94)              | 28.4 (1.12)              | 29.7 (1.17)              | 32 (1.26)                | 360.9 (14.21)            |
| 出典：                   |                          |                          |                          |                          |                          |                          |                          |                          |                          |                          |                          |                          |                          |

## 人口動態
以下は2006年の国勢調査推計による人口統計データである。
| 基礎データ - 人口: 50,730人 - 世帯数: 18,793世帯 - 家族数: 13,173家族 - 人口密度: 1,147.4人/km2（2,972.2人/mi2） - 住居数: 19,771軒 - 住居密度: 447.2軒/km2（1,158.4軒/mi2） 人種別人口構成 - 白人: 92.09% - アフリカン・アメリカン: 0.62% - ネイティブ・アメリカン: 0.76% - アジア人: 1.05% - 太平洋諸島系: 0.06% - その他の人種: 3.81% - 混血: 1.61% - ヒスパニック・ラテン系: 7.18% 出身国別構成 - イングランド系: 22% - ドイツ系: 16% - アイルランド系: 7% - メキシコ系: 5% - スウェーデン系: 4% 年齢別人口構成 - 18歳未満: 30.3% - 18-24歳: 10.1% - 25-44歳: 27.6% - 45-64歳: 20.9% - 65歳以上: 11.1% - 年齢の中央値: 32歳 - 性比（女性100人あたり男性の人口） - 総人口: 97.9 - 18歳以上: 94.8 | 世帯と家族（対世帯数） - 18歳未満の子供がいる: 37.5% - 結婚・同居している夫婦: 56.5% - 未婚・離婚・死別女性が世帯主: 10.2% - 非家族世帯: 29.9% - 単身世帯: 25.3% - 65歳以上の老人1人暮らし: 9.1% - 平均構成人数 - 世帯: 2.65人 - 家族: 3.21人 収入と家計 - 収入の中央値 - 世帯: 40,512米ドル - 家族: 47,431米ドル - 性別 - 男性: 39,082米ドル - 女性: 23,001米ドル - 人口1人あたり収入: 18,857米ドル - 貧困線以下 - 対人口: 10.9% - 対家族数: 7.8% - 18歳未満: 12.7% - 65歳以上: 6.3% |

## 教育

### 高等教育
アイダホフォールズは当初アイダホ大学やブリガムヤング大学マディソン校の立地に選定されていたが実現しなかった。雑誌「USA Today」の記事に拠れば、アメリカ合衆国で伝統的なカレッジの無い最大の都市に選定された。
しかし、1969年に職業訓練カレッジとして設立された東アイダホ工科カレッジなど様々な高等教育の選択肢がある。この学校は2003年に教育範囲を拡げるために「東アイダホ・カレッジ」への改名を提案したが、州議会によって否決された。
市内には「プレース大学」という特徴あるキャンパスがあり、アイダホ州立大学とアイダホ大学双方の学生に二重登録できる。実際にプレース大学でアイダホフォールズ市を離れることなく、学士や修士の資格を取得できる。プレース大学への入学者は増え続けている。
第3の選択肢としてユタ州に本拠を置くスティーブンス・ヘナガー・カレッジもアイダホフォールズ市に教育センターを開設した。現在は伝統的なカレッジが無いものの、アイダホ国立研究室があるお陰で市民の比較的高い比率の者が高い学位を取得し重要な研究に携わっている。市民は将来本格的で独立したカレッジあるいは大学ができることを期待し続けている。

### 公共教育
アイダホフォールズ市には2つの公共教育学区がある。教育学区91はアイダホフォールズ都心部の大半をカバーする初等教育学区と考えられている。教育学区93はアモンやイオナを含む都市圏東部の大半をカバーしている。スワン・バレーやアーウィン（ボンネビル郡の最東部に位置する）のような地域から高校生がバスで通っている。
市内にはアイダホフォールズ、スカイライン、ヒルクレストおよびボンネビルの4つの公立高校がある。中学校は5校、オルタナティブ・スクールが2校ある。
毎年秋、ラブスタン・スタジアムで行われるエモーションボウルではアイダホフォールズ高校とスカイライン高校のアメリカンフットボール対抗試合が行われる。勝利したチームとそのファンはスタジアムのゴールポストをそのスクールカラーで塗るという伝統がある。
この地域には公立のチャーター・スクールであるテイラーズ・クロッシングや3つの私立学校、24の公立小学校もある。

## 著名な住人
- チャンドラー・ブロサード - ビート世代の小説家、Who Walk in Darknessの著者
- ビリー・バトラー - メジャーリーグベースボールの選手、カンザスシティ・ロイヤルズ、2009年に1シーズンで二塁打50本を放った23歳以下の史上7人目の選手となった。
- グレゴリー・C・カー - 通信業界の先駆者、フィランソロピスト、現在はモザンビークでゴロンゴサ国立公園の修復を指導している
- バージラ・W・クラーク - アイダホ州知事（在任1937年-1939年）、アイダホフォールズ市長（在任1913年-1915年、1926年-1936年）
- マイク・クレイポウ - アイダホ州選出アメリカ合衆国上院議員（共和党、在任1998年-現在）
- デイム・ダーシー - 前衛漫画家、漫画Meatcakeの作者
- ジェアド・ゴールド - ファッションデザイナー、テレビ番組America's Next Top Modelに出演
- ヨー・マーフィ - 元NFLアメリカンフットボール選手、2000年のスーパーボウルにセントルイス・ラムズで出場、アイダホフォールズ高校でプレイ
- ウィルソン・ロールズ - 小説家、子供向けのWhere the Red Fern GrowsやSummer of the Monkeysの著者
- ブランディ・シャーウッド - モデル、女優、ミス・ティーンUSA、ミス・アイダホおよびミスUSA
- ジョン・L・スミス - 元NCAAでミシガン州立大学、ルイビル大学、ユタ州立大学およびアイダホ大学のアメリカンフットボール・ヘッドコーチ

## 姉妹都市
アイダホフォールズ市は次の自治体と姉妹都市を結んでいる。
- 日本茨城県東海村